# Antonio Arcioni
Antonio Arcioni (Roma, 1340/1350 - Roma, 21 de julho de 1405) foi um cardeal do século XV.

## Primeiros anos
Nasceu em Roma em 1340/1350. Seu sobrenome também está listado como Archeoni. Ele foi chamado de Cardeal de Ascoli.
Vigário Geral de Montecassino.
Eleito bispo de Aquino em 1380. Consagrado (nenhuma informação encontrada). Transferido para a sé de Ascoli Piceno em 6 de fevereiro de 1387. Transferido para a sé de Arezzo em 10 de outubro de 1390; ocupou a sede de um ano. Nomeado bispo de Ascoli Piceno, novamente, em 1399; celebrou um sínodo; ocupou a sé até sua promoção ao cardinalato. Nome do vigário do papa para Roma em 1400.
Criado cardeal sacerdote de S. Pietro in Vincoli no consistório de 12 de junho de 1405.
Morreu em Roma em 21 de julho de 1405. Sepultado junto ao altar dedicado a S. Girolamo na basílica patriarcal da Libéria